# RIM-174 스탠더드 ERAM
RIM-174 스탠더드 ERAM은 SM-6라고 불리는 미국의 스탠다드 미사일이다. SM-2ER 블록IV(RIM-156A) 미사일에 암람의 액티브 레이다 유도 시커를 장착했다. 미국 해군이 보유한 첨단 미사일이다.

## 비교
스탠더드 미사일은 무게 700 kg인 스탠더드 중거리 미사일과 무게 1500 kg인 스탠더드 장거리 미사일 두가지가 있다. KDX-2는 무게 700 kg인 SM2 IIIA 중거리 미사일을 사용한다. 이지스함인 KDX-3는 무게 700 kg인 SM2 IIIB 중거리 미사일을 사용한다. 대한민국이 새로 도입하려는 SM6는 무게가 2배 늘어난 것으로서, 무게 1500 kg에 액티브 레이다 유도 추력편향 장거리 미사일이다.

## 같이 보기
- 스탠다드 미사일